# Platyptilia farfarellus
Platyptilia farfarellus là một loài bướm đêm thuộc họ Pterophoridae. Nó được tìm thấy ở miền trung và miền nam châu Âu tới Tiểu Á, Micronesia và Nhật Bản (Hokkaido, Honshu, Shikoku, Kyushu).
Chiều dài cánh trước là 7–11 mm.
Ấu trùng ăn Calendula arvensis, Calendula officinalis, Callistephus chinensis, Centaurea cyanus, Dahlia pinnata, Emilia flammea, Erigeron canadensis, Erigeron linifolius, Helichrysum bracteatum và Senecio cruentus. 